# Bleach
A Bleach (ブリーチ; Burícsi; Hepburn: Burīchi; rómadzsival BLEACH) japán sónen mangasorozat, amelyet Kubo Tite írt és illusztrált. A Bleach nyomon követi Kuroszaki Icsigo történetét, miután megszerezte egy halálisten, Kucsiki Rukia erejét. Megszerezve ezen képességét kénytelen vállalni a feladatot, hogy megvédje az embereket a gonosz lelkektől, a lidércektől és a halott emberek lelkét továbbküldje a túlvilágra, a Lelkek Világába.
A manga Japánban a Súkan Sónen Jump magazinban jelent meg 2001 augusztusától és 2016 novemberéig 74 tankóbon kötetben adták ki. Megjelenése óta a Bleach nagy népszerűségre tett szert. A mangasorozatból anime is készült, amelyet a Studio Pierrot készített Abe Norijuki rendezésében 2004 és 2012 között és a TV Tokyo vetített 2004. október 5-től 2012. március 27-ig. Az anime 2022 októberében folytatódik tovább az utolsó történetszállal, mely 52 epizódból fog állni, mely 4 kurzusra lesz felosztva. A manga és a televíziós anime mellett két OVA, négy egész estés film, egy rockopera, hét rock musical és számtalan videójáték is napvilágot látott. 2018-ban Japánban egy élőszereplős filmváltozat is elkészült. A sorozat népszerűségére való tekintettel, számos reklámtermék jelent meg, köztük gyűjtögetős kártyajátékok, bábuk, plüssfigurák és kulcstartók.
Streamingszolgáltatón pedig a Disney+-on lesz elérhető az egész sorozat, és vele együtt az utolsó évadot is nemzetközileg megszerezték a jogokat. A korábbi évadjai 2023. február 1-től elérhetővé váltak a magyar Disney+-on, és vele együtt az anime utolsó íve is. (Egyelőre eredeti nyelven, angol felirattal.)
A manga angol nyelvű változatát a Viz Media licencelte az Egyesült Államokban és Kanadában, s 2013 júniusáig 57 kötetet jelentetett meg. Az egyes fejezeteket 2007 novembere óta a Shonen Jump magazin is publikálta. 2006. március 15-én a Viz Media megszerezte a belföldi közvetítés jogait az animéhez, amelyet 2006. szeptember 9. óta közvetít a Cartoon Network gyermekcsatorna idősebb korosztálynak szóló Adult Swim műsorblokkjában. A Viz Media DVD-n kiadta az első három mozifilmet.
A manga egyes köteteiből több mint 80 milliót adtak el Japánban, az Egyesült Államokban pedig elérte a mangaeladási csúcsot. Egy internetes felmérés szerint Japánban a Bleach a hetedik legnépszerűbb anime volt 2006-ban, az USA-ban pedig a legjobb tíz anime között volt 2006 és 2008 között. A manga 2005-ben elnyerte a Shogakukan manga-díjat, az animét pedig jelölték az American Anime Awards-ra.
Magyarországon az animét az Animax vetítette 2008. január 21. és 2013 áprilisa között (csak az első 167 epizódot), illetve az első két mozifilmet is műsorra tűzte, az első film bemutatója 2009. október 31-én, a másodiké pedig 2010. október 30-án volt. A sorozatot DVD-n az Elemental Media kezdte kiadni, eddig 10 DVD-kötet, összesen 40 epizód, illetve két díszdobozos kiadás került kiadásra.

## A történet

A Bleach című manga és anime néhány főszereplője

A történet azzal kezdődik, hogy Kucsiki Rukia, egy sinigami (halálisten) megjelenik Kuroszaki Icsigo szobájában. Meglepődik rajta, hogy Icsigo képes látni őt, mert a halálistenek és általában a szellemi lények a közönséges emberek számára láthatatlanok, csak a nagyon nagy vagy a nagyon kis szellemi energiával rendelkezők (értsd: haldoklók) képesek erre. Azonban nincs sok ideje meglepődni, mert egy lidérc (egy elkárhozott lélek) megtámadja Icsigo családját és meg kellene védenie őket. Azonban – egyéb okokból – alulmarad, és erejét Icsigónak adja, aki megvédi a testvéreit. Rukia szellemi energiája egyszerre felébreszti a saját belső erejét is, amit az édesapjától örökölt, mivel ő is halálisten, ami eddig rejtőzködött  és képességeiben messze felülmúlja a legtöbb közönséges halálistenét is.
A következő nap Rukia egyszer csak betoppan Icsigo osztályába, mint cserediák, és úgy viselkedik, mint egy normális ember. Mint kiderül, ereje átadása miatt kénytelen az emberek világában maradni, egy ideiglenes póttestben arra várva, hogy halálisteni ereje visszatérjen. Addig is Icsigo helyettes halálistenként gyakorlatilag teljesíti Rukia feladatait – azaz elpusztítja az egyre gyakrabban megjelenő lidérceket és a Földön bolyongó lelkeken elvégzi a lélektemetés szertartását, amivel azok a Lelkek Világába kerülnek. Segítségére van három osztálytársa: Inoue Orihime, Jaszutora Szado (Chad), és Urjú Isida. Az előbbi kettő mindössze különleges képességek birtokában lévő ember, míg Isida egy Quincy, a halálistenek ősi ellensége, akik a lelkeket nem begyűjtik, hanem elpusztítják.
Rukia azonban azzal, hogy erejét egy embernek adta – még ha szükségből is – vétett a Lelkek Világának törvényei ellen. Így aztán akarata ellenére visszaviszik, és halálra ítélik, Icsigo és barátai pedig a megmentésére indulnak. Miután bejutottak a halálistenek városába, egy kapitány, Aizen Szószuke, gyilkosság áldozata lesz, amelynek első számú gyanúsítottjai a behatolók. A történet első nagy szakasza így veszi kezdetét.
Icsigo egy kiugrott halálisten, Kiszuke Urahara segítségével jut el a Lelkek Világába, miután az felébresztette benne saját halálisteni erejét. A folyamat során megszületik Icsigo lidérc-énje is, akivel szintén meg kell küzdenie. A Lelkek Világában Aizen halálának körülményei megosztják a halálistenek 13 védelmi osztagának kapitányait is. Icsigo és Rukia gyerekkori barátja, a halálisten Abaraj Rendzsi végigharcolják magukat a Lelkek Világán, hogy kiszabadítsák a lányt a börtönéből. Később csatlakozik hozzájuk a 11. osztag renegát kapitánya, Zaraki Kenpacsi, és végül a saját bátyja, a volt börtönőre, Kucsiki Bjakuja is. A Lelkek Világán belül kialakult forrongás tetőpontján, amikor sikerül végre megmenteniük Rukiát, kiderül, hogy Aizen nem is halt meg, hanem csak megrendezte a saját halálát. A terve az volt, hogy Rukia kivégzése után megkaparinthassa a Rukia póttestébe rejtett különleges erejű szerkezetet, az Urahara által megalkotott Lélekbontót, és azzal isteni képességekre tegyen szert. Aizen és csatlósai, a két áruló halálisten: Tószen Kaname és Icsimaru Gin a lidércek segítségével a lidércek világába, Hueco Mundóba menekülnek. Felismerve a fenyegetést, amit Aizen jelent, a halálistenek békét kötnek Icsigóékkal, és elismerve képességeit, hivatalosan is kinevezik helyettes halálistennek.
Az anime ezután egy önálló történetet mesél el: a Bountokét. A Bountok a vámpírokhoz hasonlatosan emberi lelkekkel táplálkoznak, hogy életben maradhassanak. Vezetőjük, Karija Dzsin célja, hogy leszámoljon a Lelkek Világával, mert a halálistenek rájuk nézve is fenyegetést jelentenek. Icsigo és barátai összecsapnak a Bountokkal, és megpróbálják megakadályozni a tragédiát.
A sztori folytatásában a halálisteneknek és Icsigóéknak szembe kell nézniük Aizen emberszerű külsőt öltött, különösen erős, kiképzett lidérceivel, az Arrancarokkal, akik sokkal erősebbek egyenként is, mint a halálistenek. Segítségükre egy különös csoport siet: a Vaizardoké, akik valaha halálistenek voltak, de Aizen kísérletei miatt lidérc-hibridekké váltak, és ezért száműzték őket. A Vaizardok megtanítják Icsigónak, hogy miként tudja uralni a lelkében lakozó lidércet, és így szálljon szembe az Arrancarok tíz legerősebb harcosával, az Espadával – és különösen az egyikükkel, Grimmjow Jaegerjaques-kel. Miután az egyik Espada, Ulquiorra Schiffer, elrabolja Icsigo barátnőjét, Orihimét, egy kis csapat élén elindul Hueco Mundóba, hogy kimentse a lányt Aizen palotájából, Las Nochesből. Hatalmas küzdelmeket követően végül sikerrel járnak, de ekkor kiderül, hogy Aizen ismét átverte őket: ezúttal a célja az volt, hogy a legerősebb halálisteneket Hueco Mundóba csalja, majd eközben rátámadjon Icsigo városára, Karakurára. Ott aztán az élő emberek megölése után megkaparintaná a lelküket, hogy azok felhasználásával kaput nyisson a lelkek királyának palotájához, és vele végezve a helyébe lépjen.
Egy újabb, kizárólag az animében látható történetszál kezdődik itt: a 3. osztag új kapitányáról, Súszuke Amagajról szóló. Amagaj bosszút akar állni Jamamoto főkapitányon az apja halála miatt, és ehhez a Kaszumiódzsi klán fegyvereit kívánja felhasználni, melyek különleges képességekkel bírnak. Icsigo összecsap Amagajjal, aki, miután rájön tervének szégyenteljességére, öngyilkos lesz.
A harmadik, csak az animében látható történetszál egy különleges lélekölő kardról, Muramaszáról szól, aki képes önmagát és a többi lélekölő kardot is spirituális formájukba alakítani, hogy így állhassanak bosszút Kucsiki Kóga mester bebörtönzéséért. Ám miután sikerrel járnak, Muramasza ismét pálfordulást mutat be, és egy hatalmas szörnnyé változik, akit Icsigónak kell legyőznie. Halála előtt még elmondja szándékát: az volt a célja, hogy a halálisteneket és a lélekölő kardokat is egyenlőkként kezeljék.
A manga történetének folytatásában tehát Aizen Karakura városára ront rá, és a halálistenek, valamint a vaizardok egyesítik erejüket, hogy szembeszálljanak vele. Gin felfedi, hogy személyes okokból Aizen meggyilkolását tervezi, de kudarcot vall. Aizen pedig bevallja, hogy azért van szüksége a Lélekbontó erejére, hogy önmagát egy lidérc-szerű lénnyé alakítva mindenkinél erősebb lehessen, hogy így szállhasson szembe a Lelkek Királyával. Icsigo időközben rájön, hogy az apja igazából egy halálisten, és hogy őt a megszületésétől kezdve megfigyelt és befolyásolt Aizen. Végül egy új technika elsajátításával képessé válik arra, hogy végezzen Aizennel, de ez a halálisteni képességeinek teljes elvesztésével jár. Aizent elfogják és börtönbe vetik a halálistenek, hogy többé ne jelenthessen senkire se veszélyt.
Hónapokkal a harcok befejezése után Icsigo ismét az események középpontjába kerül. Egy Xcution nevű szervezet keresi meg őt, aminek tagjai a Fullbringerek – Chadhoz hasonlóan különleges tulajdonságokkal rendelkező emberek. Névleg a szövetségeseinek mutatkoznak, ám a cél végül is az, hogy megszerezzék a benne rejlő Fullbringer-képességet, a barátainak a manipulálása árán is. A halálistenek segítenek Icsigónak visszaszerezni elvesztett képességeit, aki így szembeszállhat a Fullbringerek vezetőjével, Kudzsó Gindzsóval, aki, mint kiderül, az őt megelőző helyettes halálisten volt. Miután leszámolt vele, újra helyettes halálistenként szállhat harcba a Lelkek Világának oldalán.
Az anime itt véget ér, de a manga folytatódik tovább, méghozzá az utolsó történettel. Egy Quincy hadsereg érkezik, akik magukat Wandenreichnek nevezik; leigázzák az Arrancarokat és Hueco Mundót, majd megerősödve totális háborút indítanak a Lelkek Világa ellen. Első csapásukat követően a 13 védelmi osztag is súlyos veszteségeket szenved, végeznek többek között Jamamoto főkapitánnyal is. Vezetőjük Yhwach, a Quincyk őse, akit egykor istenként tiszteltek a Földön. Az alvilágban töltött hosszú, mély álma után most visszatért, azzal a szándékkal, hogy megölje a Lelkek Királyát, és ezzel megszabadítsa a világot a haláltól való félelemtől. Isida beáll a Wandenreich soraiba, Icsigo pedig felfedezi, hogy különleges képességeit annak is köszönheti, hogy az édesanyja is Quincy volt, aki akaratán kívül belecsöppent Aizen lidérc-kísérleteibe is. Miközben a Wandenreich a második csapásra készül a Lelkek Világa ellen, a halálisteneknek meg kell állítaniuk Yhwach-ot is, aki felfedezte az utat a Lelkek Királyához. Vissza is verik a második támadást, de Yhwach végül megöli a Lelkek Királyát: Miután a Lelkek Világát is el akarja foglalni, Icsigo Isida és apja segítségével vele is végez.
A történet végén Rukia lesz a 13. védelmi osztag kapitánya, akinek van egy lánya, Icsika, aki szintén halálistennek tanul – akárcsak Icsigo és Orihime fia, Kazui.

## A sorozat megszületése és az alkotói folyamat

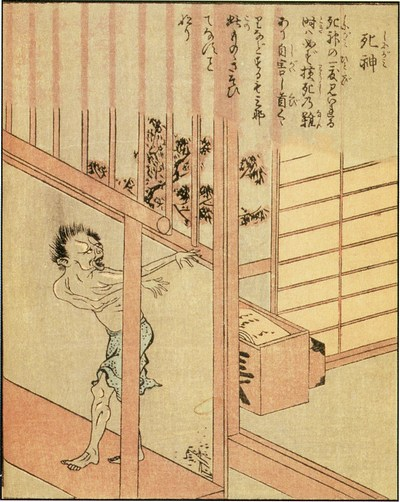
Sinigami 19. századi ábrázolása

A Bleach abból az elképzelésből született meg, hogy Kubo Tite le szeretett volna rajzolni egy sinigamit kimonóban, mely később a halálistenek alaptervét és Kucsiki Rukia karakterének elgondolását adta a sorozatban. Az eredeti történet elgondolása megjelent a Súkan Sónen Jumpban röviddel azután, hogy törölték Kubo előző mangáját, a Zombiepowder.-t, de a kiadó elutasította. A mangaművész, Torijama Akira megtekintette a történetet és írt egy biztató levelet Kubónak. A Bleach publikációját röviddel ezután, 2001-ben elfogadták, és eredetileg egy rövidebb sorozatnak tervezték legfeljebb  ötéves  kiadási időtartammal. A korai tervek még nem tartalmazták a Lelkek Világának hierarchikus felépítését, de már voltak részletes elképzelések több karakterre és elemre, melyek a cselekményben nem jelennek meg egészen az Arrancar fejezetig, mint például Icsigo halálisteni örökségére. A sorozat eredeti címe „Black” (fekete) volt, mely utalt a halálistenek öltözékének fekete színére, de Kubo túl általánosnak találta. Később még próbálkozott a „White” (fehér) címmel is, de jobban megkedvelte a „Bleach” (fehérítő) címet, mely asszociál a fehér színnel és már nem is túl általános.
Kubo Tite az alkotói folyamat során felhasznált más mangasorozatokból, zenéből, idegen nyelvből, építészetből és filmekből származó elemeket is. Érdeklődését a természetfeletti dolgok és szörnyek rajzolására Mizuki Sigeru GeGeGe no Kitaro című művének tulajdonítja, a Bleach összpontosítását az érdekes fegyverekre és csatajelenetekre pedig Maszami Kurumada Saint Seiya című mangájának tulajdonítható, mindkettő Kubo gyermekkori élménye. A Bleach akcióstílusát és cselekményelbeszélését a mozi inspirálta, bár Kubo nem árulta el, hogy mely mozifilmek hatottak a harcjelenetekre. Egy interjúban azonban elárulta, hogy a Blöff című filmet ugyan kedveli, de nem használja modellként. Kubo megjegyezte még, hogy a Bleachet egy tapasztalati élménynek szeretné megalkotni, melyet csak a manga olvasásával találhatunk meg, és elutasítja az élőszereplős film készítésének gondolatát.
A Bleach alkotói folyamata elsősorban a szereplők megalkotására fókuszál. Amikor Kubo a cselekményt írja, vagy nehézségekbe ütközik új anyag megalkotásakor, akkor új szereplőkön gondolkozik, gyakran tömegesen, és a Bleach korábbi köteteit olvasgatja. Kubo elmondta, hogy szeret olyan szereplőket megalkotni, melyek külső megjelenése nem tükrözi belső énjüket, s ez egy elem, amely megtalálható a Bleach legtöbb szereplőjében, mivel „vonzzák ezzel a kettősséggel rendelkező emberek” és „késztetést talál az ilyen személyek rajzolásában, amikor dolgozik”. A Bleachben használt kifejezéseket számos ösztönzőerő ihlette, mindegyik szereplőcsoport eltérő nyelvészeti motívumot visel. Sok halálisten által használt kard és varázslat nevét az ősi japán irodalom ihlette. A lidércek és arrancarok spanyol kifejezéseket használnak. Kubo érdeklődővé vált a spanyol nyelv iránt, mert „elbűvölően” és „éretten” hangzónak találta.

## Médiamegjelenések

### Manga
A Bleach fejezeteit Kubo Tite írtaés rajzolta. Japánban a Shueisha jelentette meg a Súkan Sónen Jump mangamagazinban 2001 és 2016 között. Az egyes fejezeteket tankóbon kötetekben összegyűjtve adták ki és minden kötet tartalmazott egy különleges költeményt, amelyet az adott kötet borítóján látható szereplő ihletett. Az első kötet 2002. január 5-én került kiadásra és 2016 júliusáig bezárólag 73 kötet jelent meg. 2016 őszén a 74. kötettel fejeződött be a sorozat.
Észak-Amerikában a manga kiadási jogát a Viz Media szerezte meg és 2007 novemberétől 2018 októberéig jelentette meg a Shonen Jump magazinban, az elsőt 2004. június 1-jén. 2008. augusztus 5-én a Viz Media kiadásában piacra került az első kötet keményborítójú „gyűjtői kiadása”, amelyhez egy könyvborító is járt. Ezt követte 2008. szeptember 2-án egy dobozos kiadás, amely az első huszonegy fejezetet, egy posztert és a sorozat egy reklámfüzetét tartalmazta.
A Bleach indulása óta több mint 686 fejezet jelent meg Japánban. A legtöbb fejezet címe angol nyelven íródott és a címek felett katakana olvasható, amely mutatja, hogyan kell olvasni japánul, hasonlóan a furiganához, amely a bonyolult kandzsi írásjelek felett olvasható. A fő történetszált taglaló fejezetek mellett néhány fejezet negatív fejezetsorszámmal kerül kiadásra. Ezek a „negatív” fejezetek olyan mellékszálak cselekményét ismertetik, amelyek a fő történetszál előtt játszódnak.
2012. október 19-én a Shueisha megjelentette a japán elektronikus könyvesboltokban az első 21 kötet (Lelkek Világa fejezet) színes, csak digitális formában elérhető változatát. 2021. augusztus 10-én megjelent egy 70 oldalas one-shot extra fejezet, a sorozat 20. évfordulója alkalmából.

### Anime

A Bleach anime magyar DVD-kiadásának első díszdoboza

A Bleach animesorozat epizódjait Abe Norijuki rendezte és a TV Tokyo, a Dentsu és a Studio Pierrot gyártásában készült. A sorozatot Japánban 2004. október 5. és 2012. március 27. között vetítette a TV Tokyo. 2006. március 15-én a Viz Media megkapta a Bleach kereskedelmi, vetítési, terjesztési jogait a TV Tokyo-tól és a Shueishától, majd szerződést kötött a Studiopolis-szal az angol változat elkészítéséről, miután egyéni engedélyt szerzett a kereskedelmi jogokra, így a fő licenctulajdonossá vált. 2020 márciusában bejelentették hogy a Bleach anime hamarosan folytatódik az utolsó történetszállal, premierje 2022 októberében várható.
Az animesorozat első epizódja angol nyelven először a kanadai YTV Bionix műsorblokkjában volt látható 2006. szeptember 8-án, majd ezt követően a Cartoon Network Adult Swim műsorblokkjában is megkezdte annak sugárzását. Az Adult Swim a Bleach 52. epizódja után, 2007. október 20-án átmenetileg beszüntette az újabb angol szinkronú epizódok sugárzását, hogy a Studiopolisnak több ideje legyen a további epizódok elkészítésére. A Bleach ismét 2008. március 2-án tért vissza a képernyőkre; a szünet alatt a Viz Media egy másik sorozata, a Death Note volt látható. Az újabb szünet 2009. november 21-én kezdődött 167. epizód vetítése után, majd 2010. augusztus 28-án tért vissza ismét a sorozat a képernyőkre.
2012 januárjáig bezárólag 76 DVD kötetet jelentetett meg az Aniplex Japánban. A Viz Media 32 DVD kötetet adott ki az angol változatból, és tizenhét dobozos kiadás is forgalomba került, amelyek az elsőtől a tizenharmadik évadig tartalmazzák a sorozatot. 2009. július 29-én az Aniplex kiadott egy 15 DVD-t és három bónusz lemezt tartalmazó „TV Animation Bleach 5th Anniversary Box” dobozt.
Magyarországon az animét az Animax vetítette 2008. január 21-től. Három forgalmazói évad került levetítésre, összesen 167 epizód, azonban 2013 áprilisára a leadott mindhárom évad vetítési jogai lejártak, a sorozat magyarországi folytatása azóta is bizonytalan. A sorozatot DVD-n az Elemental Media kezdte kiadni, de csak 10 DVD-kötet, összesen 40 epizód, illetve két díszdobozos kiadás került kiadásra. A magyar változatot az Animax számára az SDI Sun Hungary készítette. Számos kifejezés magyarításra került, így a hollow-ból lidérc, a sinigamiból halálisten, a zanpakutóból lélekölő kard, és Soul Society-ből pedig Lelkek Világa lett, illetve a legtöbb technika és eszköz is magyar nevet kapott.

### Zenei albumok
Szagiszu Siró rendezésében 11 zenei CD került kiadásra a Bleach anime- és filmadaptációihoz. A Bleach Original Soundtrack 1 2005. május 18-án jelent meg 25 számmal. A lemez tartalmazza az anime első nyitó- és zárófőcím zenéjét is rövidített televíziós hosszukban. Az első kiadást 2006. augusztus 2-án követte a Bleach Original Soundtrack 2 23 zeneszámmal. A Bleach Original Soundtrack 3 2008. november 5-én jelent meg 27 zeneszámmal. A Bleach Original Soundtrack 4 2009. december 16-án került kiadásra 30 zeneszámmal. A Bleach: Memories of Nobody Original Soundtrack a Bleach: Elveszett emlékek mozifilm 25 betétzenéjét tartalmazza. Egy zenei lemez megjelent a Bleach: A gyémántpor lázadáshoz is 29 számmal, a Bleach: Homályos emlékekhez szintén 29 zeneszámmal, illetve a Bleach: Pokol fejezethez 21 számmal. A Bleach: The Best összesen 12 nyitó- és zárótémát tartalmaz az animesorozatból teljes hosszukban. Ezt követte a Bleach: Best Tunes, amely újabb 12 számot válogat ki a nyitó- és zártémák közül. A Bleach anime- és filmadaptációihoz kiadott zenei lemezek mindegyike az Aniplex kiadásában jelent meg.
Három Radio DJCD Bleach 'B' Station évad jelent meg Japánban CD-n, mindegyik szett hat kötetet tartalmaz. Nyolc dráma CD is elkészítésre került az eredeti szinkronszínészek közreműködésével, a dráma CD-k a DVD-kiadások részét képezték.
The Bleach Beat Collections a Sony Music egy jelenleg is futó sorozata, melyben az eredeti szinkronszínészek az általuk megszemélyesített szereplőkre írt dalokat éneklik el. Az első CD 2005. június 22-én jelent meg és 2009 márciusáig 21 kötetet adtak ki négy Sessions-ben.

### Animációs filmek
A Bleach sorozathoz eddig négy egész estés film készült, mindegyiket az animesorozat rendezője, Abe Norijuki rendezte. Mindegyik film egy sajátos történetet helyez előtérbe, de a Kubo Tite alkotta szereplőkkel, mely ellentmond az animéken alapuló filmeknél bevett gyakorlattal, mivel rendszerint ezeknél a filmeknél nem játszik közre az eredeti szerző. A filmek sorra 2006, 2007, 2008 és 2010 decemberében jelentek meg.
Az első film, a Bleach: Elveszett emlékek 2006. december 16-án jelent meg Japánban, illetve 2008 júniusában korlátozott alkalommal vetítették az amerikai mozik. A „Sötétek” nevű szervezetre helyezi a figyelmet, akiket elűztek a Lelkek Világából, ezért bosszúból el akarják pusztítani Lelkek Világát és az élők világát is. Észak-Amerikában a Viz Media 2008. október 14-én adta ki 1-es régiókódú DVD-n. Az Elveszett emlékeket Magyarországon az Animax sugározta, először 2009. október 31-én.
A második film, a Bleach: A gyémántpor lázadás 2007. december 22-én került bemutatásra a japán mozikban. A cselekmény a 10. Osztag kapitányára, Hicugaja Tósiróra fókuszál, akinek bizonyítania kell ártatlanságát, miután egy a Lelkek Világának királyához tartozó ereklyét az ő őrizete alatt lopnak el. Észak-Amerikában a Viz Media 2009. szeptember 8-án adta ki 1-es régiókódú DVD-n.  A gyémántpor lázadást Magyarországon az Animax sugározta, először 2010. október 30-án.
A harmadik film, a Bleach: Homályos emlékek 2008. december 13-án jelent meg Japánban. A filmben két idegen lény jelenik meg, akik miatt a Lelkek Világában mindenki elfelejti, hogy valaha is ismerte Kucsiki Rukiát. Icsigo is elveszíti a vele kapcsolatos emlékeit, ám hamarosan ráébred, hogy Rukia a barátja, és elindul a Lelkek Világába, hogy kiderítse, mi történt. Amikor megérkezik, döbbenten tapasztalja, hogy senki nem emlékszik a lányra és (mivel Rukia által lett halálisten) őrá sem. A fiú elhatározza, hogy a végére jár a dolognak – Kon segítségével. A film 2009. szeptember 30-án jelent meg DVD-n Japánban.
A negyedik film, a Bleach: A pokol fejezet 2010. december 4-én jelent meg Japánban. A filmben Icsigo átlép Pokol Kapuján, ahol olyan lidércek tartózkodnak, akik emberi életük során gonoszat követtek el.
2010 márciusában a Warner Bros. és a Regency Enterprises bejelentette, hogy tervben van a sorozat egy élőszereplős adaptációja. Peter Segalt és Michael Ewingot kérték fel a film forgatására. Az élőszereplős film forgatásának megkezdését 2012 februárjában jelentették, a forgatókönyv megírására Dan Mazeaut kérték fel. A film végül 2018. július 20-án került bemutatásra.

### Musical
A Bleach musicalek sorozatát ihlette meg és a Studio Pierrot, illetve a Nelke Planning közös produkciójában készültek el. Eddig öt musical készült, amelyek a Helyettes halálisten és a Lelkek Világa fejezet bizonyos részeit fedik le, és öt további előadás, a „Live Bankai Shows”  valamint "Rock Musical Bleach Shinsei" pedig nem követik a Bleach cselekményét. Az első előadás 2005. augusztus 17-28. között volt a Space Zero Tokyo-ban, Sindzsuku központjában.
A musicaleket Hiramicu Takuja rendezte Okumura Naosi szövegkönyvének felhasználásával, a zenét Tama Soicsi színműíró komponálta. A dalok teljesen egyediek és nem az anime betétzenéi kerültek felhasználásra. A musical kulcsszínészei a Kuroszaki Icsigót játszó Iszaka Tacuja, a Kucsiki Rukiát játszó Szató Miki és az Abarai Rendzsit játszó Morijama Eidzsi.

### Gyűjtögetős kártyajáték
Két gyűjtögetős kártyajátékot adtak ki a Bleachhez. A Bleach Soul Card Battle a Bandai gyártásában készült és 2004-ben jelentették meg Japánban. 2008 októberéig tizenhét névvel ellátott paklit adtak ki.
A Bleach TCG (Trading Card Game) az Egyesült Államokban került piacra a Score Entertainment kiadásában 2007 májusában, de 2009 áprilisában, a tervezett hetedik pakli megjelenése előtt a gazdasági válságra hivatkozva leállították a gyártását.

### Videójátékok
A Bleach első megjelenésre kerülő videójáték-adaptációja a Bleach: Heat the Soul volt, amelyet 2005. március 24-én adtak ki Sony PlayStation Portable-re. Jelenleg a játékok többsége csak Japánban kerül forgalomba, bár a Sega az első három Nintendo DS és az első Wii videójátékot kizárólag Észak-Amerikában forgalmazza. Ezidáig minden dedikált Bleach-játékot a Sony konzoljaira fejlesztettek és a Sony Computer Entertainment adta ki őket, a Nintendo játékokat a Sega fejlesztette és adta ki, a Nintendo DS játékokat pedig a Treasure fejlesztette. 2014-ben és 2015-ben megjelent két mobiljáték (Bleach: Bankai Batoru, és Bleach: Brave Souls), 2017-ben pedig a Line csevegőapphoz készült el a Bleach: Paradise Lost.

### Light novelek
Kubo Tite és Macubara Makoto közös munkájának köszönhetően három light novel változat is készült a Bleachből, amelyek a Shueisha kiadásában jelentek meg a Jump Books oldalain. Az első kötet BLEACH-letters from the other side: The Death and The Strawberry címen 2004. december 15-én jelent meg, a második pedig BLEACH: The Honey Dish Rhapsody címen 2006. október 30-án. A harmadik Bleach: The Death Save The Strawberry címen jelent meg 2012 szeptemberében.
A sorozat 2016-os befejeződése után számos újabb light novelt adtak ki. Négyet a négy film alapján jelentettek meg, továbbá az alábbiakat: Bleach: WE DO knot ALWAYS LOVE YOU (2016), Bleach: Can't Fear Your Own World (2017), Bleach: Spirits Are Forever With You (2017), Bleach: Can't Fear Your Own World (2020).

### Egyéb
Egy Bleach művészeti albumot All Colour But The Black címmel kiadtak Japánban, az Egyesült Államokban és Európában is. Az album az első 19 kötetből tartalmaz válogatott színes oldalakat, de megtalálhatóak benne eredeti rajzok és szerzői kommentárok is.
Hétadatkönyv is megjelent a sorozathoz. Az első kettő, a Bleach: Official Character Book SOULs. és a Bleach: Official Animation Book VIBEs. szereplőalbum és animációs album 2006. február 3-án jelent meg. A Bleach: Official Character Book SOULs. angol nyelven is megjelent a Viz Media kiadásában 2008. november 18-án. A harmadik adatkönyv Bleach Official Bootleg: KaraBuri+ (BLEACH OFFICIAL BOOTLEG カラブリ プラス) címmel 2007. augusztus 3-án került piacra. A szereplők bemutatásán és a sorozat más fikciós aspektusairól szóló cikkek mellett számos kis képregényt is tartalmaz Tedious Everyday Tales Colorful Bleach (徒然日常絵詞 カラフル ブリーチ; Curedure Nicsidzsó Ekotoba Karafuru Burícsi; Hepburn: Tsuredure Nichijou Ekotoba Karafuru Buriichi) cím alatt, melyeket a V Jump is publikált. Az omake stílusú panelek hasonlóak a sorozatban látottakhoz, de több mindent árulnak el a szereplők mindennapjairól. A negyedik könyv, a Bleach: Official Character Book 2: MASKED 2010. augusztus 4-én jelent meg. Ez a könyv azokat a szereplőket mutatja be, akik a sorozat kezdete előtt 100 évvel jelentek meg, mint a volt kapitányok és hadnagyok, arrancarok és vaizardok. Megjegyzendő, hogy a manga 46. kötetével egy napon adták ki, de csak a 37. kötetig tartalmaz kapcsolódó anyagokat. Az ötödik könyv, a Bleach: Official Character Book 3: UNMASKED 2011. június 3-án jelent meg, azonos napon a manga 50. kötetével, de csak a 48. kötetig bezárólag tartalmaz anyagokat. 2012. június 4-én jelent meg a hatodik könyv, a Bleach: The Rebooted Souls, amely felvezetésként szolgált a végső történetszálhoz. A hetedik kötet, a BLEACH 13 BLADEs. 2015. augusztus 4-én jelent meg, a halálistenekre és a 13 védelmi osztagra fókuszálva.

## Fogadtatás

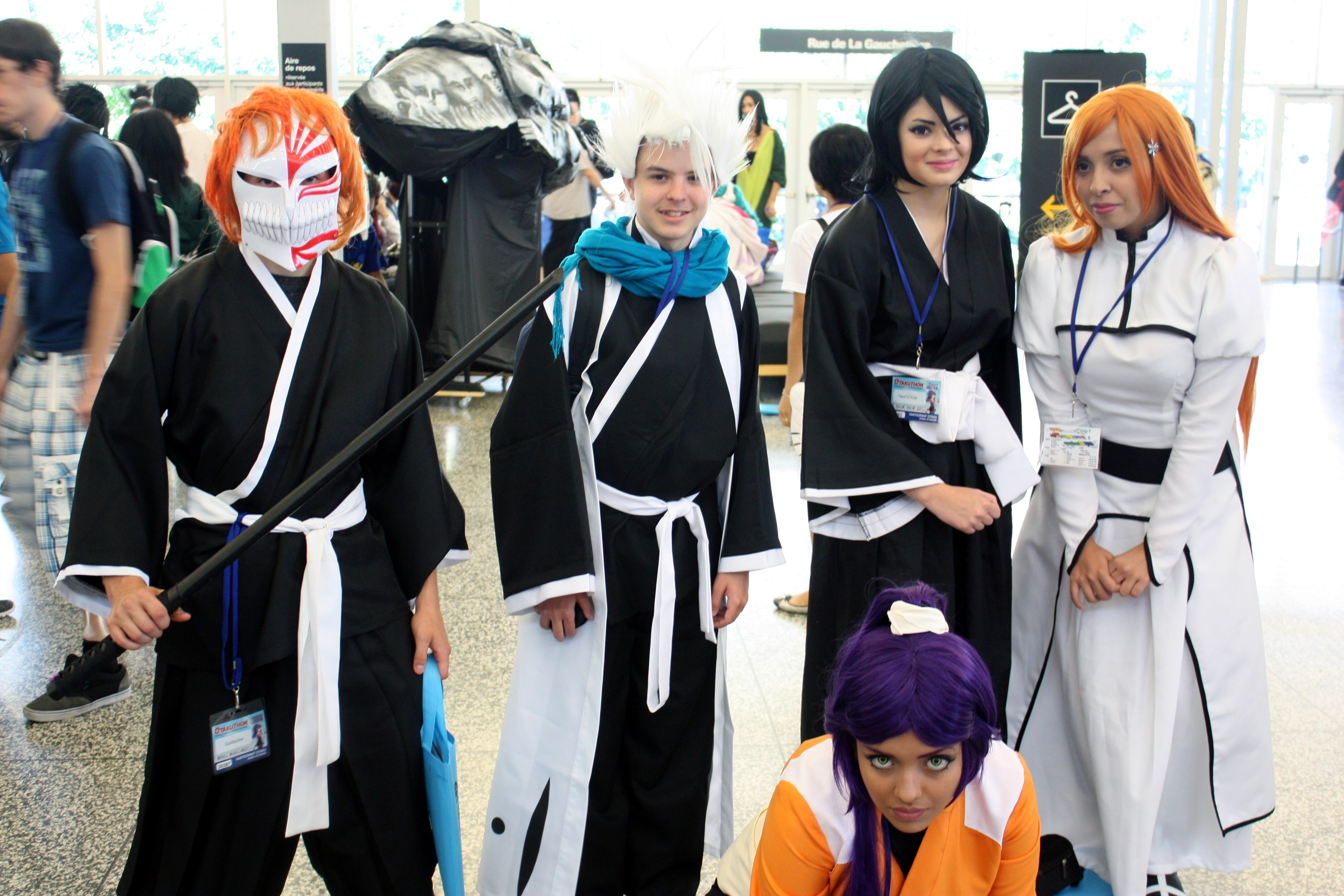
Cosplayesek a 2014-es Otakuthonon

A mangából több mint 1,2 millió példányt adtak el Észak-Amerikában, az eredeti japán változatból pedig 2012 februárjáig összesen több mint 78 millió kelt el, ezzel a Súkan Sónen Jump minden idők hatodik legsikeresebb sorozatává vált. 2005-ben a Bleach megkapta a Shogakukan manga-díjat sónen kategóriában. 2007 májusáig 40 millió példányt adtak el, ezzel akkor a Súkan Sónen Jump 14. legsikeresebb bestseller sorozata volt. 2008-ban a manga 34. kötetéből 874 153 példány kelt el Japánban, így az év 12. bestsellere lett a szigetországban. A 33. és 35. kötet a 17. és 18. helyen végzett. A teljes mangából 2008-ban 3 161 825 példány kelt el Japánban, az év ötödik legjobban eladott sorozatává válva. 2009 első felében a Bleach a második legsikeresebb manga volt Japánban a maga 3,5 milliós eladott példányszámával. A 36. kötetből 927 610, a 37-ből 907 714, a 38-ból pedig 822 238 darab került eladásra, így a 7., 8., illetve 10. helyen végeztek. A mangából Észak-Amerikában is nagy példányszámban adtak el, 2006 decemberében a 16. kötettel bekerült a tíz legtöbbet eladott grafikus elbeszélés közé, és a 17. kötet a legnagyobb számban eladott manga volt 2007 februárjában. Egy 2010-es interjúban Gonzalo Ferreyra, a Víz Media Eladási- és Marketing Osztályának alelnöke a Bleachet a Viz azon hat sorozata közé sorolta, amely folyamatosan felülmúlja az elvárásokat a mangapiac egyre keményebbé válása ellenére. A manga angol változatát jelölték a 2006-os és 2007-es American Anime Awards-on „legjobb manga” és „legjobb téma” kategóriákban, azonban egyikben sem nyert.
Deb Aoki az About.comtól 2007 legjobb sónen mangájának vélte a folytatódó sorozatok közül az Eyeshield 21 mellett, s dicsérte „a lebilincselő történetet, a káprázatos akciójeleneteket és a szereplők nagyszerű fejlődését”. A Bleach helyet kapott Aoki „Top 10 Shōnen Manga Must-Reads” (A 10 legjobb sónen manga, amelyet el kell olvasnod) listájában is. A művészi munkát és a szereplőtervezést pozitívan értékelte A.E. Sparrow az IGN kritikusa. Megjegyezte emellett, hogy a nagy számú mellékszereplő miatt sokszor több szálon futó cselekmény tetszetőssé tette a mangát és választ adott a rajongók „cselekményhiány” miatti ellenérzetére. Leroy Douresseaux a ComicBookBintől egyetértett Sparrow-val a történetszálak tekintetében, de dicsérte a harcjeleneteket, amelyek „vannak olyan jók, mint a legjobb szuperhős képregényekben”. Kubót elképesztő művésznek találta, aki az öltözékeket és a „sminkeket” úgy rajzolja meg, hogy Oscar esélyes lehetne. Jarred Pine a Mania Entertainment kritikusa azonban kritikával illette a sorozatot, amiért meg van fertőzve a műfaj sztereotípiáival. A sorozat indulását csiszolatlannak érezte a hatástalan harcok és az agyonhasznált szóviccek miatt és a központi szereplő, Icsigo bemutatását is elhibázottnak vélte, mert „egy mogorva punkként” jön át, akinek egyetlen jó vonása a mások védelme utáni vágya. Ennek ellenére Pine kedvelte a sorozatot, különösen a hóbortos, szerethető szereplőket.
Az anime számos alkalommal szerepelt a Japanese TV Ranking első tíz legnézettebb animéjét tartalmazó listáján. A legsikeresebb DVD eladásokat tartalmazó Japanese DVD Ranking listáin is rendszeresen megjelent. Az animét 2007-ben jelölték az American Anime Awards-on „legjobb manga”, „legjobb színész”, „legjobb DVD-csomagolásterv” és a „legjobb téma” tárgykörben, de egyikben sem nyert. A TV Asahi egy 2006-os internetes felmérésén Japán hetedik kedvenc animeprogramjának bizonyult a Bleach. Az előző évben még csak a huszonhetedik helyen állt. 2009 februárjában a 9. legnézettebb animációs műsor volt Hulu online műsorsugárzó oldalán.
Carlos Santos az Anime News Networktől dicsérte az animefeldolgozást, amelyet „egy hallatlanul szórakoztató animének” ír le, „ami megragad és nem akar továbbengedni”. Maria Lin az Animefringe-től kedvelte a változatos és megkülönböztethető szereplőket, és azt, ahogy kezelik a növekvő erejükkel járó felelősséget. Dicsérte továbbá a sorozatot a részletekre való odafigyelésért, a jó időzítésű szövegért és a komolyság és humor közötti egyensúlyért. Összegezve megjegyzi: „A Bleach anime rászolgált népszerűségére. Mindenkinek nyújt valamit: természetfeletti, vígjáték, akció és egy kevés románc, mindez összefűzve kitűnő animációval és egy csokor nagyon lelkes szinkronszínész hangjával.” Adam Arseneau a DVD Verdicttől úgy érezte, hogy a Bleach egy „show, ami idővel csak jobb lesz”, a jól megalkotott szereplők „meglepően jól körvonalazottak és tetszetősek”, az akció és a harc pedig élénk és jól ütemezett. Holly Ellingwood az Active Anime kritikusa díjazta az animét, amiért tökéletesen visszaadja az izgalmat, a csípős humort és a természetfeletti ármányt az eredeti mangából. Úgy érezte, hogy a sorozat „csodálatos építőmunkát végzett, hogy biztosítsa folytonosságának megőrzését a mindinkább megfeszített és egymásra épülő epizódokban, nemcsak Icsigo és Rukia, hanem a mellékszereplők esetében is”. Dicsérte a sorozatot a vizuális effektusok, az intrikus cselekmény és a „komédia és az akció briliáns keveréke” miatt. A DVD Talk kritikájában Don Houston úgy érezte, hogy a szereplők felülmúlják a szokásos sónen sztereotípiákat és élvezte a sötétebb és humorosabb kellékek keverékét. John Sinnott (szintén DVD Talk) szerint a sorozat az unalmas „a hét szörnye programmal” indít, de egyre megkapóbbá válik, ahogy a történet felépül és a szereplőkről lehull a lepel. Joseph Luster az Otaku USA-tól azt írta, hogy a történetszálak következetesen drámaiak, amihez a szereplők komikus könnyedséget adnak, és az akció az évek során jó értelemben nevetségesebbé vált. A Mania.com-tól Bryce Coulter dicsérte a sorozatot a fordulatos cselekményért és a hóbortos, szórakoztató szereplőkért. Összehasonlítva a Naruto mangával, Chris Beveridge a Mania.comtól a Bleachet kevésbé gyerekesnek érezte, amely meglepően jól összeáll a stílusában és „kivégzi” a meglehetősen szabványos kellékeket.

## Fordítás
- Ez a szócikk részben vagy egészben  a   Bleach (manga) című angol Wikipédia-szócikk ezen változatának fordításán alapul.  Az eredeti cikk szerkesztőit annak laptörténete sorolja fel. Ez a jelzés csupán a megfogalmazás eredetét és a szerzői jogokat jelzi, nem szolgál a cikkben szereplő információk forrásmegjelöléseként.